# Piotr Wojciechowski (lekkoatleta)
Piotr Wojciechowski (ur. 1945) – polski lekkoatleta, specjalizujący się w biegach średniodystansowych.

## Osiągnięcia
- Mistrzostwa Polski seniorów w lekkoatletyce
  - Warszawa 1964 – brązowy medal w sztafecie 4 × 400 m
  - Szczecin 1965 – brązowy medal w sztafecie 4 × 400 m
  - Chorzów 1967 – brązowy medal w biegu na 800 m

## Rekordy życiowe
- bieg na 800 metrów
  - stadion – 1:49,90 (Chorzów 1967)
- bieg na 1000 metrów
  - stadion – 2:27,10 (Wrocław 1965)